# Jaguar SS 100

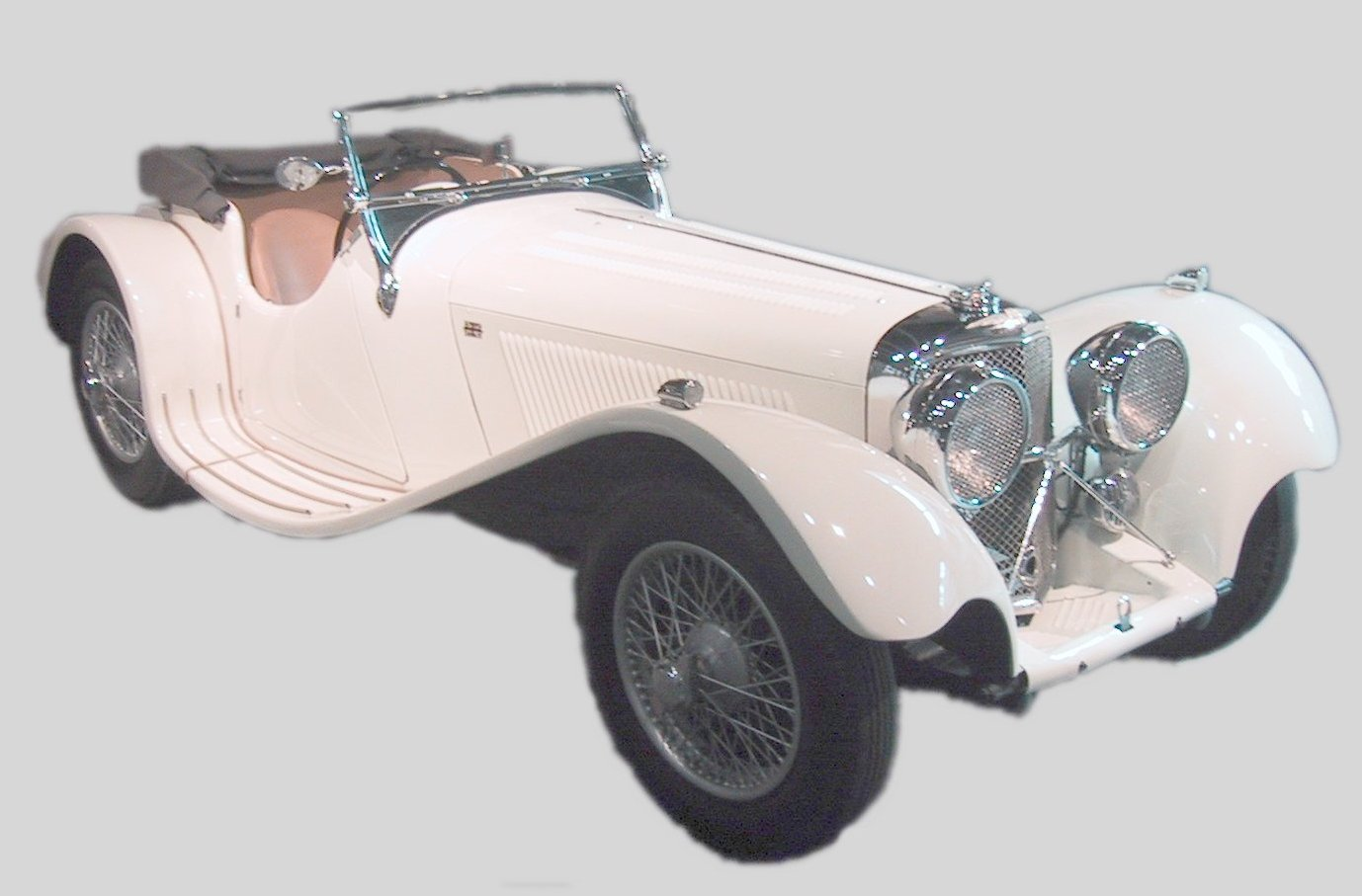
Jaguar SS 100 1937

Jaguar SS 100, nebo jenom SS 100, se poprvé představil v roce 1936, jako nástupce modelu SS 90.
Vyráběl se do roku 1940, přičemž jeho nejbližším následovníkem byl model XK 120 z roku 1948. Jednalo se o jeden z prvních vozů společnosti SS Cars Ltd, později přejmenovanou na Jaguar Cars Limited.
Model SS 100 se poprvé představil v září 1936 na Londýnském autosalonu. Vůz dostal nový šestiválcový motor Standard s rozvodem OHV zkonstruovaným pro novou limuzínu SS Jaguar 2 1/2 Litre. Měl objem 2 663 cm3, dva karburátory SU a výkon 104 koní (77,5 kW).
To ovšem nestačilo k pokoření hranice 100 mil v hodině (161 km/h). Dalšími nedostatky byla nervozita ve vysokých rychlostech nebo vysoké opotřebení pneumatik. Vůz byl ovšem spolehlivý, dobře zkonstruovaný, rychlý a stejně jako všechny tehdejší vozy SS také levný. K jeho hlavním přednostem patřil také jeho design. Nízkému roadsteru dominovala dvojice výrazných světlometů a elegantní splývavé blatníky. Rezervní kolo na zádi vozu sloužilo také jako nárazník.
V roce 1937 dostal model SS 100 nový silnější motor o objemu 3485 cm3. Nejednalo se ovšem o zcela nový motor, zvýšeného objemu se dosáhlo převrtáním válců, zvýšeným zdvihem a použitím karburátorů s vyšším průtokem. To ale stačilo na zvýšení výkonu o celých 20 koní na necelých 125 koní (93 kW). Díky tomu se vozu konečně podařilo prolomit hranici 100 mil za hodinu.
To pomohlo modelu SS 100 k mnoha závodním úspěchům. Jmenujme např. úspěchy na Alpine rally, Monte Carlo nebo RAC rally. Již v roce 1936 získal vůz pilotovaný Thomasem Wisdomem úspěchy na Alpské jízdě. Jeho vůz byl osmým vyrobeným vozem SS 100 a proto se mu začalo přezdívat "Old Number Eight". Ten byl silně upraven na okruhové závody a získal úspěch i na domácí scéně. Na závodní dráze v Brooklands (1937) zajel nejrychlejší kolo rychlostí 118 mil/h (190 km/h). Ve stejném roce získal vítězství na portugalském okruhu Vila Real nebo také na okruhu v Montlhéry. Účastnil se také Rally z Paříže do Nizza.
Vozů SS 100 bylo celkově vyrobeno pouze 308 exemplářů, z toho 191 s motorem 2,6 litru a 117 s motorem 3,5 litru. Většina putovala na domácí trh, pouze 49 vozů směřovalo do zahraničí. Kvůli tomu jsou dnes dochované exempláře velmi ceněny. Na posledním londýnském autosalonu, konaném před válkou v roce 1938, se představil model SS 100 Coupé. Tento model se ale nezačal vyrábět. Vznikl pouze jediný exemplář.